# Ian McShane
Ian David McShane (sinh ngày 29 tháng 9 năm 1942) là một diễn viên, đạo diễn, diễn viên lồng tiếng và diễn viên hài Anh.
Mặc dù xuất hiện nhiều bộ phim, McShane được biết đến với các vai diễn truyền hình của mình, đặc biệt là của BBC Lovejoy (1986–94) và kịch phương tây của HBO Deadwood (2004–06). McShane diễn chính với vai King Silas Benjamin trong loạt phim NBC Kings, Tai Lung trong Kung Fu Panda, và vai Blackbeard trong Pirates of the Caribbean: On Stranger Tides.

## Thời trẻ
McShane sinh ở Blackburn, Lancashire vào ngày 29/9/1942, con trai của bà Irene (nhũ danh Cowley) và cầu thủ bóng đá Scotland Harry McShane. Anh lớn lên ở Urmston, Lancashire, và học trường trung học Stretford.

## Hoạt động nghệ thuật

### Điện ảnh
| Năm  | Tên phim                                         | Vai diễn      | Ghi chú |
| ---- | ------------------------------------------------ | ------------- | ------- |
| 2008 | Kung Fu Panda                                    | Tai Lung      |         |
| 2011 | Cướp biển vùng Caribbean 4: Suối nguồn tươi trẻ  | Blackbeard    |         |
| 2014 | Mạng đổi mạng                                    | Winston Scott |         |
| 2017 | Sát thủ John Wick: Phần 2                        | Winston Scott |         |
| 2019 | Sát thủ John Wick: Phần 3 – Chuẩn bị chiến tranh | Winston Scott |         |
| 2022 | Sát thủ John Wick: Phần 4                        | Winston Scott |         |
| 2024 | Ballerina                                        | Winston Scott |         |

### Truyền hình
| Năm       | Tên phim      | Vai diễn             | Ghi chú |
| --------- | ------------- | -------------------- | ------- |
| 2017-2021 | American Gods | Mr. Wednesday / Odin |         |